# Репродукція (фотографія)

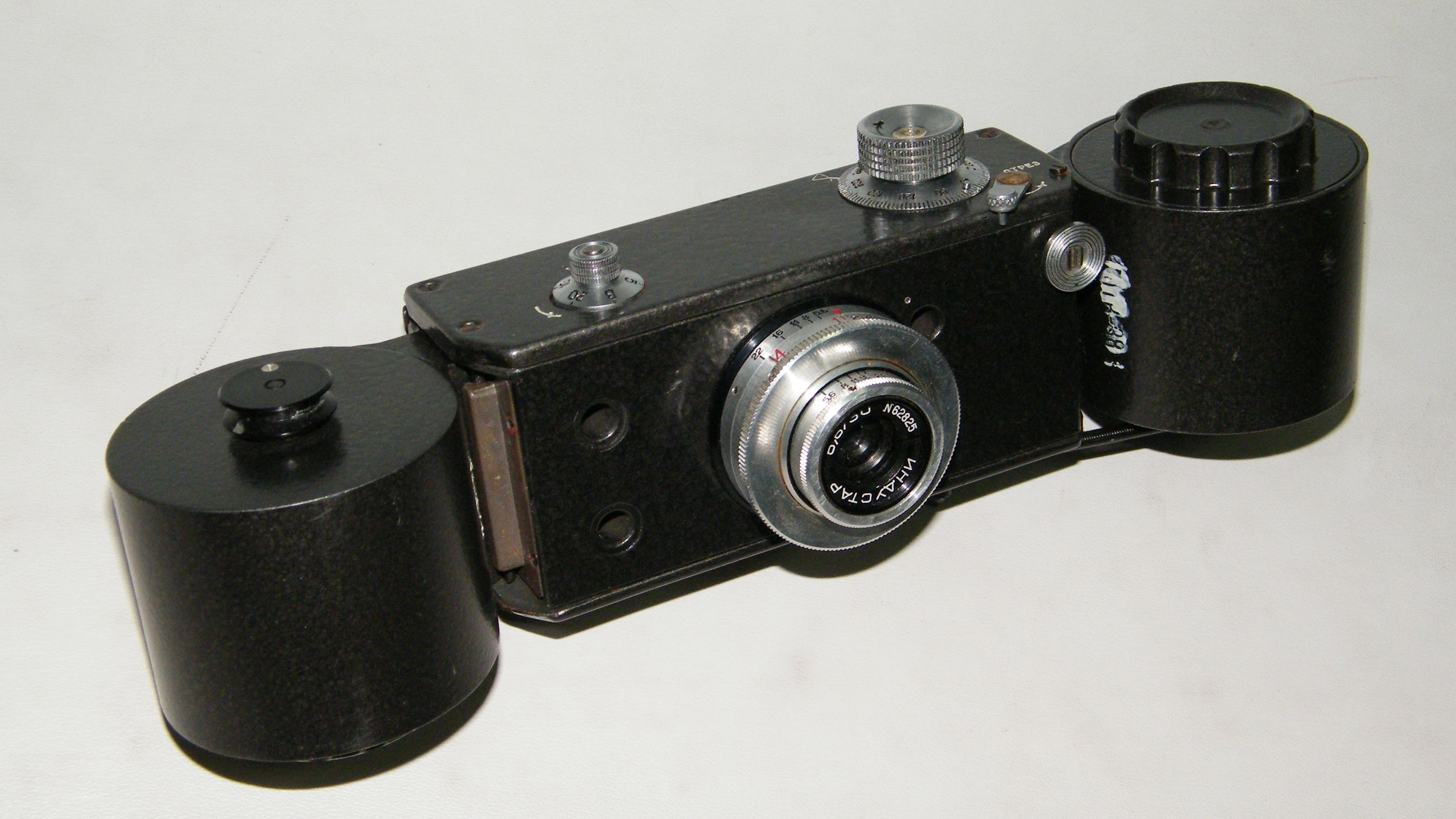
Репродукційна установка «С-64»

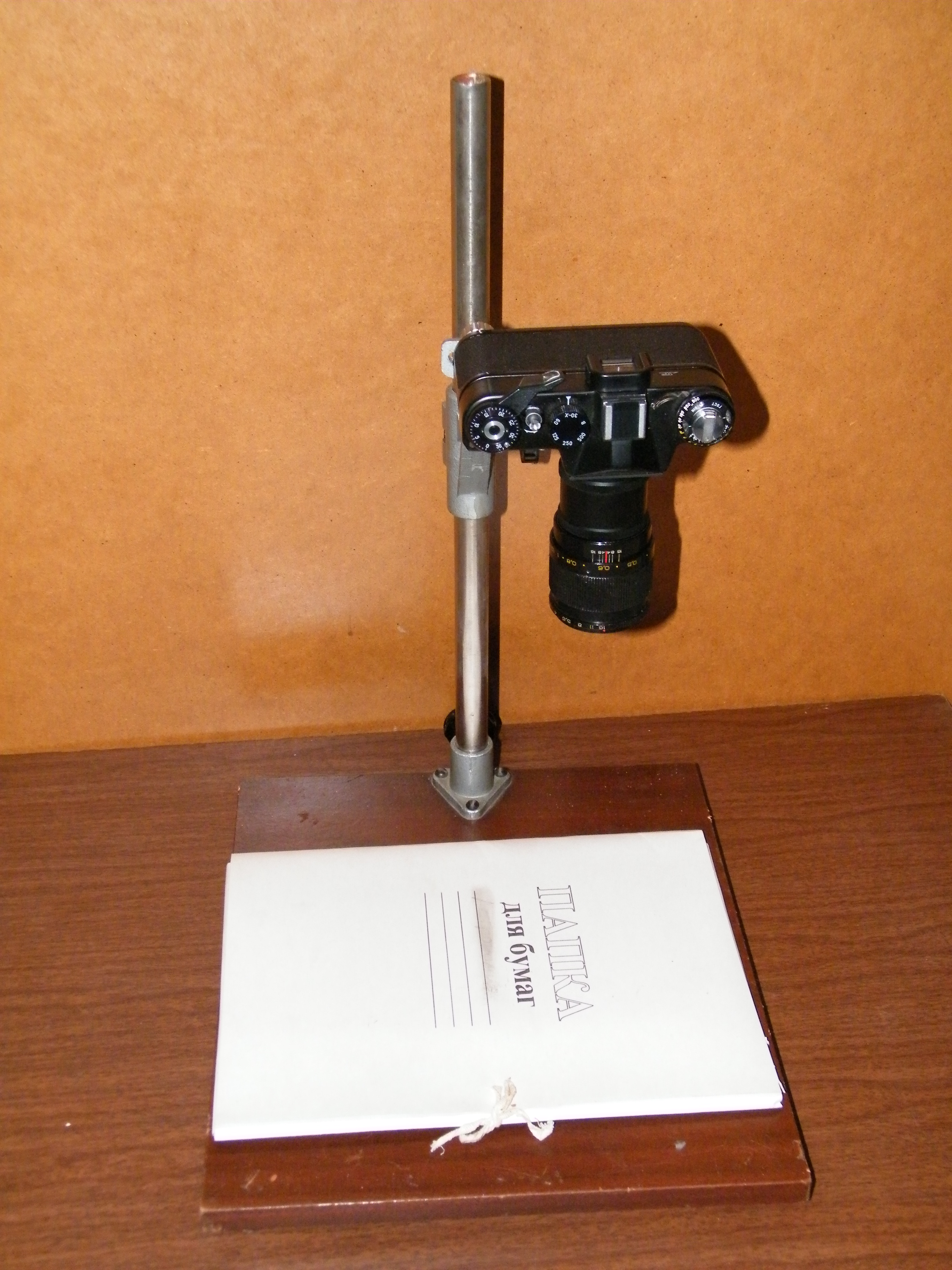
Саморобна репродукційна установка з фотоапаратом «Зеніт-ЕТ»

Репроду́кція — жанр фотографії, який зосереджується на створенні якомога більш достовірного фотографічного зображення певних матеріальних об'єктів.
Найголовніша мета — зберегти природні риси об'єкту, максимально точно передати інформацію про нього і його зовнішній вигляд.
При створенні репродукцій картин використовують певну техніку освітлення, яка дозволяє досягти рівномірного освітлення та максимально точної передачі кольорів та відтінків. Це досягається вибором необхідної кількості та потужності освітлювальних приладів, спектрального складу ламп, відстані від освітлювальних приладів до предмета зйомки та кутів падіння світла.
При створенні кольорових репродукцій необхідно враховувати колірну температуру освітлювальних приладів та характеристики фотоплівки. У цифровій фотографії необхідно враховувати особливості встановлення камерою балансу білого кольору. При друкуванні фотознімків також необхідно враховувати особливості передачі яскравості та кольорів фотопапером та пристроєм друку.
При створенні чорно-білих репродукцій в окремих випадках також намагаються відобразити тональність оригіналу, яку він отримав внаслідок старіння.
В репродукції також виокремлюють факсимільну репродукцію — репродукцію з точною передачею усіх особливостей відтворюваного об'єкта.